# 우승
우승(優勝)은 스포츠 대회 등에서 주최자가 정한 규칙에 따라 우열을 경쟁하고 그 결과 몇몇 개인 또는 단체가 대회에 참가한 다른 누구보다도 우수하다고 인정받는 것을 말한다. 또한 우승하지 못해 2등을 한 것은 준우승(準優勝)이라고 한다.